# Porolithon
Genre
Porolithon est un genre d’algues rouges de la famille des Corallinaceae comprenant 15 espèces. 
Ce sont des algues encroûtantes, essentielles à la construction et au maintien des récifs coralliens.

## Liste d'espèces
Selon AlgaeBase (6 décembre 2012) et World Register of Marine Species (6 décembre 2012) :
- Porolithon aequinoctiale Foslie, 1909
- Porolithon antillarum (Foslie & M.A.Howe) Foslie & M.A.Howe, 1909
- Porolithon castellum E.Y.Dawson, 1960
- Porolithon cocosicum Lemoine, 1930
- Porolithon colliculosum Masaki, 1968
- Porolithon conicum (E.Y.Dawson) M.Baba
- Porolithon marshallensis W.R.Taylor, 1950
- Porolithon oligarpum (Foslie) Foslie
- Porolithon orbiculatum Masaki, 1968
- Porolithon praetextatum Foslie, 1909
- Porolithon sonorense E.Y.Dawson, 1944